# Казахско-джунгарская война
Казахско-джунгарская война — серия военных конфликтов между Казахским и Джунгарским ханствами, длившаяся с XVII до середины XVIII века.

## Предыстория

Центральная Азия в 1636 году

В XV веке на территорию современного Казахстана начали проникать ойраты — западномонгольский народ, недавно основавший собственное государство. Желая расширить территории своих кочевий за счёт территорий народов, населяющих Среднюю Азию, ойраты стремились взять под свой контроль торговые пути и захватить оседло-земледельческие оазисы в Семиречье.
Совершая неоднократные набеги на земли Узбекского ханства в середине XV века, ойраты нанесли им в итоге тяжёлое поражение. Так, битва войск Абулхайра и ойратов во главе с Уч-Тэмур-тайши произошла в окрестностях Сыгнака, в 1457 году. Бой длился много часов и закончился поражением Абулхайр-хана, он был вынужден отступить и укрыться за стенами Сыгнака. Ойраты ограбили и разрушили города Ташкент, Туркестан, Шахрухия. Перед уходом Уч-Тэмур-тайши заключил мир с Абулхайр-ханом. Историк хана не сообщает ничего об условиях мира, однако, судя по данным других источников, они были унизительны для Шибанидов. Из-за своего поражения Абулхайр был вынужден бросить разграбленные города Туркестана и отступить в Дешт-и-Кыпчак. В 1460 году он вернулся в Присырдарью. После поражения в той битве Абулхайр установил жёсткий порядок в своих владениях.
В 1460 году, в период, когда Абулхайр-хан был ослаблен поражением от ойратов, недовольные жёсткой политикой Абулхайр-хана чингизиды Жанибек и Керей со своими подданными откочевали на восток в Семиречье, в Могулистан, где создали своё государство Казахское ханство. Племена, ушедшие с ними, стали называть себя узбек-казаками («свободные узбеки», с тюркского «казак» означает свободный). Позднее упоминаемые лишь «казак» и «казактар».
В середине XV века произошло несколько сражений между ойратами и казахами под руководством Керей-хана и Жанибек-хана. В книге «Удивительные события» позднесредневекового таджикского писателя Васифи в первой половине XVI века, во время правления Тахир-хана, для обороны от набегов ойратов в была построена крепость Джатан (или Джашан, подтвердить факт существования крепости и её расположение современной науке не удалось). Ослабление Казахского ханства из-за внутренних распрей обусловило укрепление позиций нового государства — Джунгарского ханства, основанного в XVII веке.
Первые столкновения между Казахским и Джунгарским ханствами начались в 1635 году, сразу после возникновения нового государства.

## Первый этап
В 1643 году армия под руководством Эрдэни-Батура вторглась в Семиречье, захватив часть его территории. В том же году в ущелье реки Орбулак произошла знаменитая Орбулакская битва, в которой отряд из 600 казахских воинов во главе с Жангир-ханом в узком горном проходе некоторое время сдерживал 10-15 тысячное (по традиционной историографии 50-тысячное) войско джунгар, после чего джунгары, выйдя на равнину, вступили в сражение с 20-тысячным войском, приведённых на помощь эмиром Самарканда Ялангтуш Бахадуром; джунгарское войско в результате сражения было остановлено, Эрдэни-Батур повернул обратно в Джунгарию. 
После неудачного похода в Среднюю Азию Батур-хунтайджи решил наказать тех, кто не присоединился к походу, что вызвало междоусобицу у джунгар. Однако его попытка организовать новый совместный поход с волжскими калмыками на казахов не увенчалась успехом.
После тщательной подготовки в 1645—1646 годах Батур-хунтайджи начал новую кампанию против казахов. Этот поход закончился успехом для джунгар, нанеся значительный ущерб казахам. Русский посол Д. Аршинский сообщал, что до его прибытия в джунгарскую ставку в мае 1646 года «ходил Контайша войною в Казачью орду на Янгира-царевича и многих людей побил, да и брата Янгирова з женою и з детьми и со многими людьми в полон взял». Спустя непродолжительное время Эрдэни-Батур заключил мир с казахами «докаместа от них задору не будет». Моисеев же предполагает, что перемирие джунгар с казахами было принято под давлением Кундулен-тайши, связанного узами дружбы с Жангиром.
Жангир-хан боролся с джунгарами с переменным успехом и провёл три крупных сражения с джунгарскими войсками в 1635, 1643 и 1652 годах, но в последнем сражении погиб сам. Казахи потерпели поражение и были вынуждены покинуть предгорья Алатау, занятые джунгарскими кочевьями. 
При хане Галдане-Бошогту крупномасштабные военные действия возобновились. 1681 год — вторжение Галдан Бошогту-хана в Семиречье и Южный Казахстан. Казахский правитель Тауке-хан (правил в 1680—1718 годы) был разбит, а его сын попал в плен. Для организации отпора казахи вступали в союзные отношения с тяньшанскими киргизами, каракалпаками, ногайцами искали поддержки у Русского государства.
В 1683 году джунгарская армия под командованием племянника Галдан-Бошогту-хана Цэван-Рабдана дошла до Чача (Ташкента) и Сырдарьи, разбив два казахских войска.
В результате походов 1683—1684 годов произошёл военный захват джунгарами Сайрама, Ташкента, Шымкента, Тараза.
В 1690 году началась полномасштабная война между Джунгарским ханством и Маньчжурской империей Цин.
Походы джунгарских войск показали пагубность родоплеменных распрей и внутрифеодальных раздоров перед лицом нараставшей из года в год агрессивной угрозы. К тому же в военном отношении Джунгарское ханство представляло собой серьёзную военную угрозу для всей Центральной Азии. В отличие от большинства азиатских народов, продолжающих использовать конных лучников как основу войска, на вооружении джунгарской армии ещё в конце XVII века появились огнестрельное оружие с фитилём и артиллерия.

## Второй этап
Особенно обострились казахско-джунгарские отношения, когда Джунгарией правил хунтайджи Цэван-Рабдан. Изнурительная, шедшая на истощение война с сильным противником за пастбища ослабила Казахское ханство. Казахи постепенно теряли свои кочевья по Иртышу, Тарбагатаю и в Семиречье, всё дальше отступая на запад.
В 1708 году ойратские войска вновь вторглись на территорию Старшего жуза. В результате угрозы нападения и возможного уничтожения, значительная часть казахского населения была вынуждена покинуть свои родные земли и искать защиту в укреплённом Ташкенте. Передовые отряды джунгарских войск доходили до реки Сарысу в Центральном Казахстане. Джунгарские вторжения встревожили казахов и побудили известных старшин, биев, народных батыров и наиболее дальновидных чингизидов приложить усилия к объединению военно-людского потенциала трёх жузов. Первый курултай (народное собрание кочевников) состоялся летом 1710 года в районе Каракумов. Курултай поставил создать общеказахское войско во главе с видным народным батыром — Богенбаем. Благодаря достигнутому единству и скоординированным военным действиям, казахские ополчения смогли одержать несколько побед над джунгарами в 1711–1712 годах.
Внешнеполитическое положение Казахского ханства в конце XVII — начале XVIII века было тяжёлым. С запада на казахов постоянно совершали набеги волжские калмыки и яицкие казаки, с севера — сибирские казаки, за Яиком — башкиры, с юга бухарцы и хивинцы, но главная военная опасность исходила с востока, со стороны Джунгарского ханства, частые военные вторжения которого в казахские земли в начале 1720-х годов приняли угрожающие масштабы.
Несмотря на то, что с 1715 года начинается новая ойрато-маньчжурская война, которая продолжилась до 1723 года, Цэван-Рабдан продолжил военные действия против казахов.
В 1715 году цинский император Канси обратился к киргизским и казахским предводителям, не имевшие до этого контактов с Цинским Китаем, с предложением «покарать» джунгарского хунтайджи. Откликнувшись на просьбу цинского императора, киргизы и казахи активизировались в Восточном Туркестане, однако джунгарам удалось выстоять в этих столкновениях.
Достигнув кртаковременной внешнеполитической стабилизации на южных и восточных рубежах Джунгарии, Цэван-Рабдан в 1716 году направил свои войска на казахские кочевья. Ойратская армия под командованием Цэрэн-Дондука разбила казахское ополчение и захватило значительное количество пленных.
Уже в сентябре 1716 года от Каип-хана в Тобольске к генерал-губернатору М. П. Гагарину пришли казахские послы, которые заявили о готовности идти в совместный казахско-русский поход на джунгар. По русским документам за 1716 год явно прослеживается тенденция казахских правителей и прежде всего Каип-хана заручиться военной поддержкой со стороны российской администарции в Сибири. Но эти переговоры не дали никаких практически результатов.
Осенью 1717 года объединённая 30-тысячная казахская армия возглавляемая ханами Абулхаиром и Каипом направилась в Джунгарию. У реки Аягуз казахское войско потерпело поражение от пограничного отряда джунгар численностью в 1-тысячу человек. В дальнейшем в этом же году и в следующем, джунгары продолжили наступление на территорию казахских жузов не встречая организованного сопротивления.
Отдельные достижения в событиях 1708—1712 годов казахи не смогли развить. Ни Богенбай-батыр, ни ханы Каип и Абулхаир не смогли в ходе сражения правильно организовать ополченцев. Из-за отсутствия единства в руководстве они потерпели поражение.
Весной 1718 года джунгары сделали стремительный поход из Семиречья к рекам Арысь, Чаян, с целью овладеть Туркестаном — ставкой казахских ханов. Состоялось несколько сражений. Джунгары "рубили казачью орду", но малочисленность и оторванность от своих кочевий не дали им одержать победу. Казахское войско численностью 30 тыс. человек отбросило джунгар с значительной части Южного Казахстана.
В 1718—1722 годах некоторые районы Приисыкулья, реки Чу и Талас временно были захвачены джунгарами. Военные походы джунгар тяжело отражались на хозяйственной жизни кыргызов и казахов, которые нередко совместно отражали натиск джунгарских завоевателей. Хотя зачастую казахи имели численное превосходство над вторгавшимися в Казахстан джунгарами, они терпели поражения. Несогласованность в действиях отдельных владельцев, более слабая военная организация и относительно плохое вооружение казахов обеспечивали победу джунгарам.
В 1723—1727 годах Цэван-Рабдан отправился в поход на казахов. Джунгары захватили Южный Казахстан и Семиречье, разбив казахское ополчение. Казахи потеряли города Ташкент, Туркестан и Сайрам. В зависимость от ойратов попали узбекские территории с Ходжентом, Самаркандом, Андижаном. Далее ойраты (джунгары) захватили Ферганскую долину. Эти годы вошли в историю Казахстана как «Годы великого бедствия» (Ақтабан Шұбырынды).
«Годы великого бедствия» (1723—1727) по своим разрушительным последствиям сравнимы лишь с монгольским нашествием начала XIII века. Джунгарская военная агрессия значительно повлияла на международную ситуацию в Центральной Азии. Приближение тысяч семей к пределам Средней Азии и владениям волжских калмыков обострили взаимоотношения в регионе. Казаки, каракалпаки, узбеки, нападая на обессилевших казахов, усугубили и без того их критическое положение. В эти годы особенно пострадало Семиречье.
В 1726 году в местности Орда-Бас (Ордабасы) близ Туркестана состоялось собрание представителей казахских жузов, которые приняли решение об организации народного ополчения. Главой и предводителем ополчения был избран правитель Младшего жуза Абулхайр-хан. 
В 1726—1739 годах вновь возобновилась ойрато-маньчжурская война. В связи с этим Джунгарское ханство было вынуждено перейти к обороне западных границ.
В 1727 году умер хунтайджи Цэван-Рабдан. Между претендентами и наследниками на трон началась упорная борьба. Главными претендентами считались сыновья Цэвана-Рабдана Лоузан-Шоно и Галдан-Цэрэн. Между ними шла наиболее ожесточённая борьба, закончившаяся победой Галдан-Цэрэна. Затем началась очередная джунгарско-китайская война, и джунгары снова были вынуждены сражаться на два фронта.

## Заключительный (третий) этап
В современной казахстанской историографии особое место отводится легендарной Анракайской битве (декабрь 1729 — январь 1730) близ озера Алаколь. Исторических источников, которые подтверждали сам факт битвы или её ход, не существует, народное предание о битве было в 1905 году записано исследователем и собирателем казахского фольклора А. А. Диваевым.
Галдан-Цэрэн проводил завоевательную политику и на западе от Джунгарии, в 1734—1735 годах он нанёс поражение казахам Старшего жуза, по итогу которого они были вынуждены признать себя вассалами джунгарского хунтайджи. 
Джунгары в 1739 году заключили мир с Цинской империей, что дало им возможность пойти походом против казахов. Весной 1739 года джунгарские войска вторглись на территорию Среднего жуза и «вырубили киргиз-кайсацких 5 волостей: Канзыгалинскую, Карагулскую, Ятаманлимайскую, Увацкую, Керенскую и 50 000 овец отогнали». Российская империя не участвовала в этом конфликте, но, когда возникла непосредственная угроза русским владениям, привела в боевую готовность войска Оренбургской линии и потребовала от джунгар отвода своих войск. Это понудило хана Среднего жуза Абилмамбета заявить русским послам о том, что российское подданство оказалось бесполезным. 
В конце 1739 года и начале 1740 года джунгары предприняли повторное нападение на казахов. Третий джунгарский поход на территорию Среднего жуза состоялся во второй половине 1740 года. Предводители казахского ополчения заранее провели боевую подготовку и оказали решительный и организованный отпор джунгарским войскам. Упорные бои продолжались до начала 1741 года. 
В январе 1741 года Галдан-Цэрэн направил на территорию Среднего жуза 30-тысячное (или по другим данным 15-20-тысячное) джунгарское войско во главе с полководцем Септенем и своим сыном Лама-Дорджи. Многие казахские кочевья были разгромлены, а скот и люди угнаны в джунгарский плен. В плен попали и казахские султаны и батыры, в числе которых был султан Абылай. Несмотря на первоначальный успех джунгар, казахским отрядам удалось нанести поражение правому крылу джунгарского войска и разгромить улус Септеня. В мае 1741 года трехлетняя война была закончена.
В результате джунгарской военной кампании 1741—1742 годов, крупнейшие владельцы Среднего жуза признали себя вассалами Джунгарского хунтайджи. Султан Абылай был взят в плен. Видные султаны Старшего жуза перешли на сторону ойратов, дали аманатов (заложников) и обязались платить джунгарам дань. Хан Среднего жуза Абилмамбет также направил своего младшего сына, султана Абулфейза, в Джунгарию в качестве заложника и платил дань. Таким образом, Средний жуз был поставлен в такое же положение зависимости от Джунгарского ханства, как и Старший жуз. Позднее и хан Младшего жуза Абулхаир, также был вынужден отправить к хунтайджи своего сына. Предоставление родовитых аманатов признавалось гарантией соблюдения договорных отношений сторон по установлению сюзеренитета-вассалитета.
По мнению историка Моисеева В. А., утверждение о политической зависимости Среднего жуза от джунгарских правителей не имеет достаточных оснований. Несмотря на определённые военные успехи, дипломатическое давление и запугивания со стороны Джунгарии в 1742–1745 годах, правители Среднего жуза фактически не выплачивали Галдан-Цэрэну регулярной дани, ограничиваясь символическими подарками. В ставку хунтайджи были направлены заложники — сын хана Абилмамбета Абулфейз, а впоследствии сын султана Барака Шигай. Однако исторические источники указывают, что эта мера была продиктована прежде всего личными интересами их родителей, стремившихся утвердиться во владении Туркестаном и другими оазисами в бассейне Сырдарьи. Отправка заложников не была решением общего курултая и не отражала коллективную волю знати Среднего жуза. Во внутренней и внешней политике Средний жуз сохранял значительную самостоятельность. Старший жуз фактически освободился от джунгарского господства уже в 1745–1746 годах, поддержав Кокандского правителя Абдулкарим-бия возглавившего широкую антиджунгарскую коалицию в Южном Казахстане, Кыргызстане и Узбекистане. Поражения Джунгарии в войнах с Кокандом ослабили её военно-политический потенциал, снизили авторитет джунгарских правителей и ускорили дезинтеграцию государства.

## Дальнейшая судьба противоборствующих сторон

### Джунгары
После смерти в 1745 году джунгарского хунтайджи Галдан-Цэрэна, в 1755—1759 годах в результате внутренних междоусобиц и гражданской войны, вызванных борьбой претендентов на главный престол и распрями правящей элиты Джунгарии, один из представителей которой, Амурсана, призвал на помощь войска маньчжурской династии Цин, указанное государство пало. При этом территория Джунгарского государства была окружена двумя маньчжурскими армиями, насчитывавшими вместе со вспомогательными войсками из покорённых народов свыше полумиллиона человек. Было убито около 70-80 % тогдашнего населения Джунгарии (геноцид), в основном женщин, стариков и детей. Один сборный улус — около десяти тысяч кибиток (семей) джунгар под руководством нойона (князя) Шеаренга (Церена) с тяжёлыми боями пробился и вышел на Волгу в Калмыцкое ханство. Остатки некоторых улусов джунгар пробились в Афганистан, Бадахшан, Бухару, были приняты на военную службу местными правителями и впоследствии их потомки приняли ислам.

### Казахи
После смерти в 1748 году хана Абулхайра, оспаривавший у Нуралы-хана власть над Младшим жузом Батыр-хан сменил ориентацию на Джунгарское ханство, а в 1756 году после разгрома Джунгарского ханства Цинской империей признал сюзеренитет Пекина над казахами Младшего жуза. 
После опустошения Джунгарии между казахами и киргизами началась борьба за освобождённые ойратами пастбищные территории. В августе 1756 года произошло сражение между ополчением Абылай-султана и войсками цинского императора, закончившееся поражением казахов, начавших отступление к русским укрепленным линиям. Казахские правители обратились к русским властям с просьбой о защите от преследовавших их маньчжурских войск. В июле 1757 года султан Абылай попал в плен и был направлен в Пекин, где присягнул на верность богдыхану.

## В искусстве
Литература
- Эпос «Богенбай-батыр» о полководце Канжыгалы Богенбай-батыре, национальном герое Казахстана.
- Вторая книга «Отчаяние» трилогии «Кочевники» Ильяса Есенберлина.

Кино
- «Гонцы спешат», 1980. Режиссёр — Азербайжан Мамбетов.
- «Батыр-Баян», 1993. Режиссёр — Сламбек Тауекел.
- «Кочевник», 2005. Режиссёр — Сергей Бодров.
- «Войско Мын Бала», 2012. Режиссёр — Акан Сатаев.